# Abbaye Saint-Michel de Heidelberg
Pour les articles homonymes, voir Abbaye Saint-Michel et Saint-Michel.
L'abbaye Saint-Michel est une ancienne abbaye cistercienne à Heidelberg.

## Histoire
Des structures existent du temps des Celtes. Le Heiligenberg (de) est ceint d'un rempart circulaire. Dans les ruines de la basilique, il y a un lieu de culte romain, une pierre de consécration pour Mercurius Cimbrianus. La disposition du temple romain avec une abside au nord est marquée par des dalles de pierre dans le sol de la nef.
Au VIIe siècle, le lieu de culte devient chrétien, entouré de tombes mérovingiennes. L'abbé Thiotroch du monastère bénédictin de Lorsch s'approprie cette église et la développe. Le codex de Lorsch mentionne la fondation d'une abbaye en 870, mais il n'y a pas de traces archéologiques.
En 1203, l'abbé Reginbald, qui deviendra évêque de Spire, fait reconstruire l'abbaye et la basilique Saint-Michel en reprenant les éléments d'art carolingien. En 1070, l'abbé Friedrich von Hirsau se fait enterrer dans la crypte de la basilique. L'abbaye devient un lieu de pèlerinage.
En 1090, l'abbaye Saint-Étienne de Heidelberg est fondée au sud du Heiligenberg. Les héritages des morts de la première croisade permettent son financement.
L'acquisition en 1226 de l'abbaye de Lorsch par Siegfried II von Eppstein, l'archevêque de Mayence, met fin à l'administration bénédictine. Après un bref intermède des cisterciens, les prémontrés de l'abbaye d'Allerheiligen s'installent dans les deux monastères.
Des traces archéologiques d'incendie montrent le conflit entre le palatinat du Rhin et l'Électorat de Mayence. L'abbaye est reconstruite. En 1503, le clocher de la basilique s'effondre et tue trois moines dans leur sommeil. En 1537, l'abbaye est considérée comme abandonnée.
Dans le cadre de la sécularisation, des ruines sont amenés pour bâtir l'université de Heidelberg. En 1589, on décide du démontage et de la vente des pierres. Comme le montre Matthäus Merian en 1645, cette manœuvre est plutôt limitée. Les ruines actuelles sont l'œuvre des paysans pour leurs constructions et lors de leurs rébellions.